# Heterochaete gelatinosa
Heterochaete gelatinosa är en svampart som först beskrevs av Berk. & M.A. Curtis, och fick sitt nu gällande namn av Narcisse Theophile Patouillard 1892. Heterochaete gelatinosa ingår i släktet Heterochaete och familjen Auriculariaceae.   Inga underarter finns listade i Catalogue of Life.